# Ohne viele Worte
Ohne viele Worte (jap. 不器用なサイレント, Bukiyō na Sairento, dt. „Ungeschickte Stille“) ist eine Manga-Serie von Hinako Takanaga. Sie lässt sich dem Boys-Love-Genre zuordnen und wurde in mehrere Sprachen, darunter Deutsch, übersetzt. Der deutsche Verlag Tokyopop empfiehlt sie ab 15 Jahren.

## Handlung
Der schüchterne und verschlossene Satoru Tono ist bis über beide Ohren in den gutaussehenden Star des Baseballteams Keigo Tamiya verliebt. Als Keigo ihm schließlich seine Liebe gesteht, kommt es wegen Tonos Ausdruckslosigkeit fast zum Missverständnis, doch schließlich gehen sie miteinander aus. Tonos verschwiegene Art, die im Gegensatz zu Keigos Fröhlichkeit steht, sorgt noch mehrfach für Verunsicherung zwischen beiden, ehe Keigo Satoru zu lesen lernt und Satoru sich ihm etwa öffnet. Ihre Beziehung übersteht die gegenseitige Eifersucht über eine neue Schülerin, die zugleich Keigos Trainerin und Mitglied in Satorus Kunstklub ist. Schwieriger wird für Keigo die Auseinandersetzung mit Yuji Sagara, ein alter Freund Satorus und Mitglied des Schülerrats, der Keigo gegenüber misstrauisch ist, die Beziehung ablehnt und sie zunächst versucht auseinanderzubringen. Bald mischen sich auch ihr privater Streit mit dem des Baseballteams mit dem Schülerrat, sodass Satoru zu vermitteln versucht.
Als Keigo und Satoru bemerken, dass der beliebte Schülerpräsident Takahito Kagami in Yuji verliebt ist, wollen sie ihm helfen Yuji für sich zu gewinnen. Satoru hofft, dass Yuji sich dann nicht mehr an ihrer Beziehung stört. Satorus von Liebesgeschichten begeisterte – und ebenso mimik-schwache – Mutter steht ihnen dabei mit einigem Rat zur Seite. So gelingt es, dass Kagamis Yuji seine Liebe gesteht. Doch der traut dem als Schürzenjäger berüchtigtem nicht. Nur langsam fasst Yuji Vertrauen zu Kagami, als dieser ihm während der Krankheit seiner Mutter hilft. Doch schreckt er immer wieder auch vor Kagamis Zudringlichkeit, aber auch vor der Selbstverständlichkeit des Wohlstands in seiner reichen Familie zurück. Als dann die Zeit des Schulabschlusses näher rückt und Yuji befürchtet, dass Kagami ins Ausland geht, merkt er, dass er sich doch in ihn verliebt hat. So willigt er schließlich in die Beziehung ein und versucht auch, zusammen mit Kagami an eine Universität zu gehen. Zwar gelingt ihm das nicht, doch sind beide Hochschulen nicht weit und sie wollen sich so oft wie möglich sehen.
Als das neue Schuljahr beginnt, müssen auch Satoru und Keigo sich über ihre Zukunft Gedanken machen. Da Keigo an eine Sportuni gehen will und Satoru an eine Kunsthochschule, befürchten sie kaum noch Zeit füreinander zu haben. Schon jetzt müssen sie für die Aufnahmeprüfungen lernen. Doch keiner will dem anderen von seinem Berufswunsch abbringen. Sie suchen bei Yuji und Kagami Rat und können von den beiden beruhigt werden, dass ihre Liebe auch die Trennung an zwei Hochschulen überstehen wird. Durch Zufall erfahren zu dieser Zeit auch Satorus Eltern von der Beziehung. Sie akzeptieren diese aber schnell und verfallen selbst in neue Verliebtheit, da sich Satorus Mutter doch einen Enkel wünscht und daher ein zweites Kind möchte.
Während Satoru an den Vorbereitungskursen für die Kunsthochschule teilnimmt bemerkt er, wie viel er noch zu lernen hat. Ein älterer Mitschüler, Shimon Sasayama, gibt ihm Nachhilfe, wird aber auch zunehmend aufdringlich. Keigo fällt das zuerst auf, er wird misstrauisch und streitet sich oft mit Sasayama. Als Keigo dann einiges Tages einen Mitschüler aus seiner Vorbereitungsschule mitbringt, stellt sich heraus, dass dieser mit Sasayama zusammen ist und nun Schluss machen will, weil Sasayama immer mit anderen flirtet. Doch dann sprechen sich beide mit Hilfe von Keigo und Satoru aus und bemerken, dass sie schon lange starke gegenseitige Gefühle hegen. Sie haben nur nie wirklich darüber gesprochen und waren sich deswegen über die Gefühle des anderen unsicher. So konnten Keigo und Satoru den beiden noch aus ihrer Beziehungskrise helfen. Nun nehmen sie sich vor, dass ihre Liebe ebenso lang halten und frisch bleiben möge wie die von Satorus Eltern.
Nachdem Satoru die ersten Prüfungen für die Hochschulen nicht besteht, gelingt es ihm dann mit Keigos Unterstützung, die Prüfung für seine Wunschuni zu bestehen. So studieren nun beide und Keigo will von zu Hause ausziehen, um einen kürzeren Weg zu haben. Kurzerhand will er mit Satoru zusammenziehen, muss davon jedoch zunächst dessen Eltern überzeugen. Für die ist es fast so, als würde ihr Sohn heiraten – schließlich fehlt dann nichts mehr dazu, außer die dem Paar nicht mögliche Eheschließung. Nach aufreibender Suche finden die beiden eine passende Wohnung und haben auch die Unterstützung ihrer Eltern, wofür sie allerdings auch neben dem Studium jobben müssen. Yuji und Kagami sind auf die beiden neidisch, da Yuji wegen seiner Mutter nicht von zu Hause ausziehen kann, und besuchen das Paar oft. Noch zehn Jahre später sind Keigo und Satoru glücklich zusammen und werden oft besucht von Kagami, der seinem Vater in die Politik gefolgt ist, und Yuji der Kagami als Assistent in seiner Karriere unterstützt. Noch immer ist Kagami auf das Keigo neidisch, der mit seinem Partner eine innigere Beziehung führen kann. Satorus Eltern haben währenddessen ihren Wunsch nach einem zweiten Kind erfüllt und eine nun achtjährige Tochter, um die sich auch Satoru und Keigo kümmern.

## Veröffentlichungen
Geplant war die Serie zunächst für den Verlag Biblos, der jedoch 2006 bankrottging. Der von einigen Redakteuren gegründete Verlag Libre Shuppan übernahm dann das Projekt. Der zunächst als Kurzgeschichte angelegte Manga wurde dann zu einer Serie erweitert. Die Gefühlsregungen des stillen Tono, dessen Gesicht auch kaum Regungen zeigt, werden in Textboxen mit begleitenden Super-Deformed-Darstellungen seines Kopfes mit ausgeprägter Mimik gezeigt.
Die Serie erschien vom 10. August 2006 bis 2015 im Magazin Be×Boy sowie zusammengefasst in insgesamt fünf Bänden. Hinako Takanaga und der Verlag beabsichtigen auch eine weitere Fortsetzung der Geschichte, auch eine Romanumsetzung ist geplant. Außerdem erschien im gleichen Magazin ein koloriertes Special, das in zwei Teilen auch den Bänden 2 und 4 beigelegt wurde. In Deutschland erschien der erste Band im November 2007 bei Tokyopop, bis 2015 wurde die Serie komplett einschließlich des zweiten Specials veröffentlicht. Im Januar 2017 erschien in Japan ein Sonderband als Nummer 6, der im September des gleichen Jahres auch in Deutschland herauskam. Außerdem erschien eine englische, französische und chinesische Übersetzung.

## Rezeption
Der fünfte Band verkaufte sich in der ersten Woche nach Veröffentlichung über 17.000 mal. Die deutsche Zeitschrift AnimaniA schreibt, die Geschichten des Mangas um Eifersucht und Missverständnisse, die „mit einem romantischen Happy-End und in einer Versöhnung im Bett enden“, seien routiniert gezeichnet und erzählt, aber simpel und ohne Tiefgang. Die Einseitigkeit werde Fans des Genres jedoch nicht stören, so die Kritik, lege Hinako Takanaga doch vor allem „Wert auf die überfließenden Gefühle der Protagonisten sowie ihre sexuellen Aktivitäten“. Auch Humor komme nicht zu kurz. Laut AnimePro glänze die Serie mit heiterer wie auch „dramatisch angehauchter Story“, einer „ausgewogenen Mischung aus Bishōnen“ und klassischen Shōnen-Ai-Elementen.